# Sharewise
Sharewise ist eine Web-2.0-Online-Community für Aktien sowie ein Finanzportal und soziales Netzwerk.

## Aktienempfehlungen
Angemeldete Benutzer können Kauf- und Verkaufsempfehlungen für alle an der Börse Frankfurt gehandelten Aktien abgeben. Im Unterschied zu klassischen Foren wie Ariva, Wallstreet:online oder Aktienboard.com wird ersichtlich gemacht, ob die abgegebenen Empfehlungen auch eintreffen. Ebenso wird mit Finanzanalysen von professionellen Analysten verfahren, die automatisch in das System eingepflegt werden. Daraus wird ein Zuverlässigkeitsindex(Skill-Level) sowie die durchschnittliche Rendite jedes Benutzers und Analysten errechnet und eine Rangliste der besten Tippgeber erstellt. Derzeit werden etwa 130.000 Empfehlungen von über 100.000 Mitgliedern ausgewertet. Dabei ist auch ersichtlich, ob die Empfehlung besser abgeschnitten hat als der Vergleichsindex STOXX Europe 600 im selben Zeitraum.
Während bei Börsenspielen vor allem das Portfolio des einzelnen Mitspielers im Zentrum steht, setzt sharewise verstärkt auf die Kraft der Community – wie viele Mitglieder und Analysten empfehlen eine Aktie, wo sehen sie das durchschnittliche Kursziel, und so weiter. Dies erleichtert das Erkennen von Stimmungsschwankungen und Trendwechseln durch das „Wisdom of the crowds“-Prinzip (Die Weisheit der Vielen).
Auf Basis der besten Sharewise-Nutzer („best of crowd“) bot sharewise bis zur Schließung am 29. September 2015 einen Aktienfonds mit der Bezeichnung H&A sharewise Community Fonds an. Dieser erzielte während seiner Laufzeit jedoch nur unterdurchschnittliche Ergebnisse.

## Börsengeflüster
Der Börsenticker Börsengeflüster orientiert sich ebenfalls an Web 2.0. Hier können Benutzer selbst Börsennachrichten erstellen und sie Digg-ähnlich bewerten. Der Ticker ist vollständig Twitter-kompatibel, das heißt sowohl das Verfassen einer Nachricht als auch der Empfang der neuesten Nachrichten ist nicht nur über die sharewise-Webseite, sondern auch über Twitter möglich.

## Catch the monkey
Das Börsenspiel Catch the monkey soll die Monkey Theory von Burton Malkiel überprüfen, der in seinem Buch „A Random Walk Down Wall Street“ die Behauptung aufstellt, es sei (sinngemäß) klüger, einem Affen per Dartpfeilwurf die Auswahl von Aktien zu überlassen als auf professionelle Analysten zu vertrauen.